# Racing Club de Strasbourg 1977-1978
Questa voce raccoglie le informazioni riguardanti il Racing Club de Strasbourg nelle competizioni ufficiali della stagione 1977-1978.

## Stagione
Durante l'intero arco della stagione lo Strasburgo rimase a stretto contatto con le posizioni di alta classifica, entrando nel lotto delle concorrenti per la qualificazione in Coppa UEFA: grazie a un finale caratterizzato da dieci risultati utili consecutivi gli alsaziani poterono avere approfittare di un calo di rendimento dell'Olympique Marsiglia per ottenere con un turno di anticipo l'accesso alla terza competizione europea.
In Coppa di Francia lo Strasburgo superò agevolmente il primo turno con il club di Division 2 del Paris FC, uscendo ai sedicesimi di finale contro il Bastia, che prevalse grazie ad un 3-0 ottenuto all'andata alla Meinau.

## Maglie e sponsor
Lo sponsor tecnico per la stagione 1977-1978 è Adidas, mentre lo sponsor ufficiale è Crédit Mutuel, in alcune occasioni reso con l'abbreviazione CMDP.
| Manica sinistra · Manica sinistra · Maglietta · Maglietta · Manica destra · Manica destra · Pantaloncini · Calzettoni · Calzettoni | Manica sinistra · Manica sinistra · Maglietta · Maglietta · Manica destra · Manica destra · Pantaloncini · Calzettoni · Calzettoni |

## Organigramma societario
Area direttiva
- Presidente: Alain Léopold
- Amministratore delegato: René Maechler

Area organizzativa
- Segretario generale: Jean-Michel Colin

Area tecnica
- Allenatore: Gilbert Gress

Area sanitaria
- Medico sociale: Mendel Spruch

## Risultati

### Coppa di Francia
| Arbitro: | Delmer |

|          |           |                                           |
| Lech 47’ | Marcatori | 19’ Tanter 40’, 79’ Gemmrich 81’ Piasecki |

| Arbitro: | Didier |

|  |           |                                       |
|  | Marcatori | 36’ Papi 48’ Krimau 74’ Franceschetti |

| Bastia 7 marzo 1978, ore 20:00 (CEST) Sedicesimi di finale – Ritorno | Bastia   | 0 – 0 referto | Strasburgo | Stadio Armand Cesari (5.000 spett.)\| Arbitro: \| Verbecke \| |
| Arbitro:                                                             | Verbecke |               |            |                                                               |

## Statistiche

### Andamento in campionato
| Giornata  | 1 | 2 | 3 | 4 | 5 | 6  | 7 | 8 | 9 | 10 | 11 | 12 | 13 | 14 | 15 | 16 | 17 | 18 | 19 | 20 | 21 | 22 | 23 | 24 | 25 | 26 | 27 | 28 | 29 | 30 | 31 | 32 | 33 | 34 | 35 | 36 | 37 | 38 |
| --------- | - | - | - | - | - | -- | - | - | - | -- | -- | -- | -- | -- | -- | -- | -- | -- | -- | -- | -- | -- | -- | -- | -- | -- | -- | -- | -- | -- | -- | -- | -- | -- | -- | -- | -- | -- |
| Luogo     | C | T | C | T | C | T  | C | C | T | C  | T  | C  | T  | C  | T  | C  | T  | C  | T  | C  | T  | C  | T  | C  | T  | C  | T  | T  | C  | T  | C  | T  | C  | T  | C  | T  | C  | T  |
| Risultato | V | N | N | P | N | P  | V | N | V | V  | P  | V  | N  | N  | N  | V  | V  | V  | P  | V  | N  | V  | V  | P  | P  | V  | P  | V  | V  | V  | N  | N  | V  | V  | V  | V  | N  | V  |
| Posizione | 2 | 4 | 4 | 7 | 7 | 12 | 8 | 8 | 7 | 6  | 8  | 5  | 6  | 7  | 7  | 6  | 4  | 4  | 4  | 4  | 4  | 4  | 3  | 5  | 5  | 5  | 5  | 5  | 5  | 4  | 4  | 4  | 4  | 4  | 4  | 3  | 3  | 3  |

Fonte:  Classements, su lfp.fr, lfp.fr.
Legenda:

Luogo: C = Casa; T = Trasferta. Risultato: V = Vittoria; N = Pareggio; P = Sconfitta.